# Falatycze (wieś)
Falatycze – wieś sołecka w Polsce położona w województwie mazowieckim, w powiecie łosickim, w gminie Platerów.
| SIMC    | Nazwa   | Rodzaj     |
| ------- | ------- | ---------- |
| 0017414 | Baranów | części wsi |
| 0017420 | Ukazy   | części wsi |

Wierni Kościoła rzymskokatolickiego należą do parafii św. Wojciecha w Górkach.
W latach 1975–1998 miejscowość administracyjnie należała do województwa bialskopodlaskiego.

## Demografia
Według danych z 2011 roku wieś zamieszkiwało 313 mieszkańców. Z tego 50,5% z nich to kobiety, a 49,5% stanowili mężczyźni. Całą miejscowość zamieszkuje 6% mieszkańców gminy.